# Jolie nana
Jolie nana è un singolo della cantante maliana naturalizzata francese Aya Nakamura, pubblicato il 17 luglio 2020 come primo estratto dal terzo album in studio Aya.

## Tracce
1. Jolie nana – 2:27 (testo: Aya Danioko)

## Classifiche

### Classifiche settimanali
| Classifica (2020) | Posizione massima |
| ----------------- | ----------------- |
| Belgio (Fiandre)  | 8                 |
| Belgio (Vallonia) | 2                 |
| Francia           | 1                 |
| Paesi Bassi       | 18                |
| Svizzera          | 4                 |

### Classifiche di fine anno
| Classifica (2020) | Posizione |
| ----------------- | --------- |
| Belgio (Fiandre)  | 63        |
| Belgio (Vallonia) | 62        |
| Francia           | 18        |
| Paesi Bassi       | 97        |
| Svizzera          | 47        |